# Diócesis de Acquaviva
La diócesis de Acquaviva (en latín: Dioecesis Aquavivensis) es una sede suprimida y sede titular de la Iglesia católica.

## Historia
Acquaviva es una antigua sede episcopal de la Tuscia de Lacio, en la Vía Flaminia, atestiguada en los siglos V y VI. La diócesis se desarrolló alrededor de una parada de la vía consular, que durante el siglo V había asumido cierta importancia en la región inmediatamente septentrional de Roma. El sitio estaba «situado en el km 47 de la carretera estatal Flaminia, en la zona de Monte de Osteriola, en el territorio municipal de Civita Castellana».
La diócesis se extendía a lo largo de la Vía Flaminia en dirección a Roma; su territorio incluía los dos cementerios cristianos descubiertos en el siglo XIX en Morlupo y Rignano Flaminio.
Se conocen dos obispos Aquaevivensis: Pablo (o Paulino), que participó en el Concilio de Roma de 465, convocado por el Papa Hilario y celebrado en la Basílica de Santa María la Mayor el 19 de noviembre; el citado obispo firmó actas que establecieron normas sobre las ordenaciones episcopales y el nombramiento de obispos.
El segundo obispo documentado históricamente es Benigno (o Bonifacio), quien participó en el Concilio de Letrán convocado por el Papa Félix III en 487, sobre la disciplina que debía adoptarse hacia los obispos y el clero africanos que, debido a las persecuciones de Hunerico, habían abjurado de la fe católica. Su nombre está asociado a un decretal del mismo Papa del año siguiente, que aborda los casos de cristianos que recibieron un segundo bautismo de parte de los arrianos. Un obispo de nombre Benigno participó en el concilio convocado por el Papa Gelasio I en 495, pero sin ninguna indicación de la sede a la que pertenecía; no se puede excluir que se tratara de la misma persona. Benigno está documentado en otras tres ocasiones, en los concilios convocados en tiempos del Papa Símaco en 499, 501 y 502, celebrados para resolver el cisma creado en la Iglesia romana por la elección contemporánea de dos Papas, Símaco y Lorenzo.
Después del año 502 no se tienen más noticias de la diócesis de Acquaviva. Su territorio fue probablemente anexado al de la diócesis de Santa Rufina o a la diócesis de Lorium, y luego fusionado con la diócesis de Porto-Santa Rufina a partir del siglo XI.
La verdadera afiliación de estos obispos a la sede de Lacio es objeto de un largo debate. Ferdinando Ughelli, en su Italia sacra publicada en el siglo XVI, señala que había tres antiguas ciudades Aquaevivae que podían identificarse como sede de los obispos mencionados: la de Lacio, otra en Campania y la ciudad de Acquaviva delle Fonti en Apulia. Los autores han atribuido de vez en cuando a los obispos Pablo y Benigno a una de las tres sedes indistintamente. Según Giuseppe Pupillo, «el simple testimonio de los cronistas, no apoyado en su momento por ninguna documentación, deja la cuestión todavía sin resolver». Lanzoni, Duchesne, Mommsen y De Vit atribuyen los obispos de Aquaevivensis a la sede de Lacio.
Desde 1968, Acquaviva figura entre las sedes episcopales titulares de la Iglesia católica cuando el Papa Pablo VI nombró al argentino Vicente Faustino Zazpe como arzobispo titular.
Desde el 12 de noviembre de 2012 el arzobispo titular es el nigeriano Fortunatus Nwachukwu, secretario de la sección para la primera evangelización y las nuevas Iglesias particulares del Dicasterio para la Evangelización.

## Cronotaxis

### Obispos
- Paulinus (o Paul) † (mencionado en 465 )
- Benigno (o Bonifacio) † (antes de 487 - después de 502)

### Obispos titulares
- Vicente Faustino Zazpe (3 de agosto de 1968 - 13 de agosto de 1969, por sucesión al arzobispo de Santa Fe de la Vera Cruz)
- Federico Guba Limón (7 de enero de 1972 - 7 de febrero de 1973, por sucesión del arzobispo de Lingayén-Dagupan)
- Luigi Rovigatti (10 de febrero de 1973 - 13 de enero de 1975, por fallecimiento)
- Giovanni de Andrea (14 de abril de 1975 - 19 de enero de 2012, por fallecimiento)
- Fortunatus Nwachukwu, desde el 12 de noviembre de 2012